# El rufián
El rufián es una película en blanco y negro de Argentina dirigida por Daniel Tinayre sobre el guion de Eduardo Borrás, con el seudónimo de Enrique Albritt adaptado por Daniel Tinayre, que se estrenó el 7 de septiembre de 1961 y que tuvo como protagonistas a Carlos Estrada, Egle Martin, Oscar Rovito, Nathán Pinzón,  Aída Luz, Aníbal Pardeiro y Daniel de Alvarado. El mago inglés radicado en Buenos Aires, Fu-Manchú colaboró en el filme como asesor de magia. La historia se basó en un hecho real ocurrido en Francia en la década de 1950.

## Sinopsis
Cuando el marido descubre que su mujer lo engaña con su chofer, este lo mata y al ser descubierto es condenado; al salir de la cárcel busca a la mujer, que padece de amnesia.

## Reparto
- Carlos Estrada  …Héctor Medrano
- Egle Martin  …Madame Florelle / Isabel Fontana de Danielli
- Oscar Rovito  …Raúl
- Nathán Pinzón  …Andrés
- Aída Luz  …Berta, partenaire de Nino
- Aníbal Pardeiro  …Dr. Antonio de Marco
- Daniel de Alvarado  …Dr. Danielli
- Inés Moreno  …Herminia, mucama Dr. Danielli
- Homero Cárpena  …Nino, mago
- Marcos Zucker  …Recién casado
- Nelly Beltrán  …Recién casada
- Víctor Martucci  …Dr. Martori
- Carmen Llambí  …Bettina de Martori
- Cayetano Biondo  …Fotógrafo en parque de diversiones
- Isidro Fernán Valdez  …Bertolucci, jardinero
- Ovidio Fuentes  …Mauricio
- Orestes Soriani   …Gerente de Aseguradora
- Alberto Peyret  …Oficial de Policía
- Alberto Quiles  …Masajista Luna Park
- Carlos Cotto  …Padre de Raúl
- Eduardo de Labar  …Gerente de hotelucho
- Luis Orbegoso    …Luciano
- Orieta Nadine  …Mucama 1
- Zulema Esperanza  …Niñera
- Marta Roldán  …Cocinera
- Giselle …Strip teaser
- Florén Delbene  …Inspector
- Oscar Valicelli  …Ángel
- Juan Longobuco  …Compadrito
- Gastón Marchetto  …Auxiliar de Policía
- Luis Calán  …Mecánico
- Lucio Delmar  …Sargento de Policía
- Chris Ariel  …Mucama 2
- Manuel Rosón  …Gendarme
- Roberto Raimundo  …Empleado en compañía de seguros
- Luis Morales …Locutor parque de diversiones
- Jorge Monteagudo …Secretario de Aseguradora
- Norberto Ríos  …Auxiliar del Inspector

## Comentarios
Roberto Blanco Pazos y Raúl Clemente comentan:

”La producción más costosa de Tinayre durante la década de 1960, fue un suceso popular debido a la audacia de tema y tratamiento…Osada para la época es la abierta relación homosexual que se presenta entre los personajes interpretados por Daniel de Alvarado y Ovidio Fuentes. La vibrante secuencia final –rodada íntegramente en estudios- recuerda al cine de Hitchcock…Carlos Estrada…realiza su mejor actuación para el cine argentino. Otras notables labores a cargo de Cárpena, Rovito y Pardeiro.”

## Premios
Por este filme Daniel Tinayre recibió el premio al mejor director del Instituto Nacional de Cinematografía y del Círculo de Periodistas. El Instituto otorgó los premios al mejor actor, a Estrada, al mejor equipo técnico y a la mejor fotografía. Jorge Garate fue galardonado por el Círculo como el mejor montaje y con el 4° premio del Instituto.